# Péronnas (tổng)
Tổng Péronnas là một tổng của Pháp nằm ở tỉnh Ain trong vùng Rhône-Alpes.

## Địa lý
Tổng này được tổ chức xung quanh Péronnas ở quận Bourg-en-Bresse. Độ cao ở đây từ 211 m (Montracol) đến 296 m (Lent) với độ cao trung bình 243 m.

## Hành chính
| Giai đoạn | Ủy viên          | Đảng | Tư cách |
| --------- | ---------------- | ---- | ------- |
| 2004-2010 | Christian Chanel |      |         |

## Số đơn vị
Tổng Péronnas groupe 8 xã và có dân số 12 200 dân (theo điều tra dân số năm 1999, số lượng không tính trùng).
| Xã                         | Dân số | Mã bưu chính | Mã insee |
| -------------------------- | ------ | ------------ | -------- |
| Lent                       | 1 145  | 01240        | 01211    |
| Montagnat                  | 1 421  | 01250        | 01254    |
| Montracol                  | 619    | 01310        | 01264    |
| Péronnas                   | 5 534  | 01960        | 01289    |
| Saint-André-sur-Vieux-Jonc | 965    | 01960        | 01336    |
| Saint-Just                 | 789    | 01250        | 01369    |
| Saint-Rémy                 | 813    | 01310        | 01385    |
| Servas                     | 914    | 01960        | 01405    |

## Biến động dân số
| 1962                                                     | 1968  | 1975  | 1982  | 1990   | 1999   |
| -------------------------------------------------------- | ----- | ----- | ----- | ------ | ------ |
| 4 598                                                    | 5 394 | 7 096 | 9 837 | 11 259 | 12 200 |
| Nombre retenu à partir de 1962 : dân số không tính trùng |       |       |       |        |        |